# Unisan

## Barangays
Unisan est subdivisée en 36 barangays. San Roque était autrefois un site du bario Tagumpay .
- Almacén
- Balagtás
- Balanacan
- Bulo Ibabâ
- Bulo Ilaya
- Bonifacio
- Burgos
- Caigdál
- General Luna
- Kalilayan Ibabâ
- Cabulihan Ibabâ
- Mairok Ibaba
- Kalilayan Ilaya
- Cabulihan Ilaya
- Mabini
- Mairok Ilayang
- Malvar
- Maputat
- Muliguin
- Pagaguasan
- Panaon Ibabâ
- Panaon Ilaya
- Pláridel
- F. De Jesús (Poblacion (en))
- R. Lapu-lapu (Poblacion (en))
- Raja Solimán (Poblacion (en))
- R. Magsaysay (Poblacion (en))
- Poctol
- Punta
- Rizal Ibabâ
- Rizal Ilaya
- San Roque
- Socorro
- Tagumpay
- Tubas
- Tubigan

## Démographie
Selon le recensement de 2020, Unisan compte 25 448 habitants.
Unisan est une municipalité de la province de Quezon, aux Philippines.